# 鬼子母

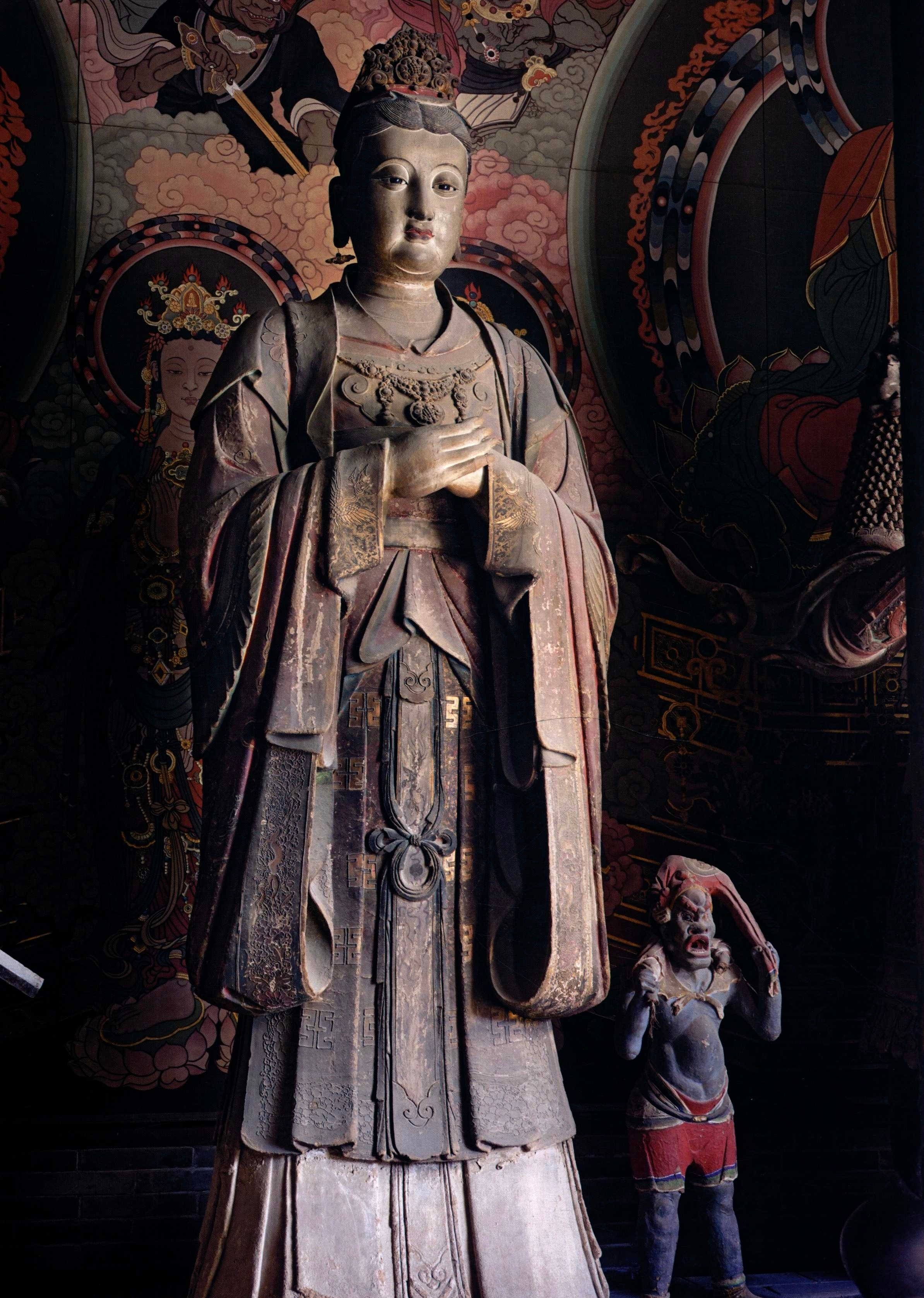
中国山西善化寺的鬼子母像

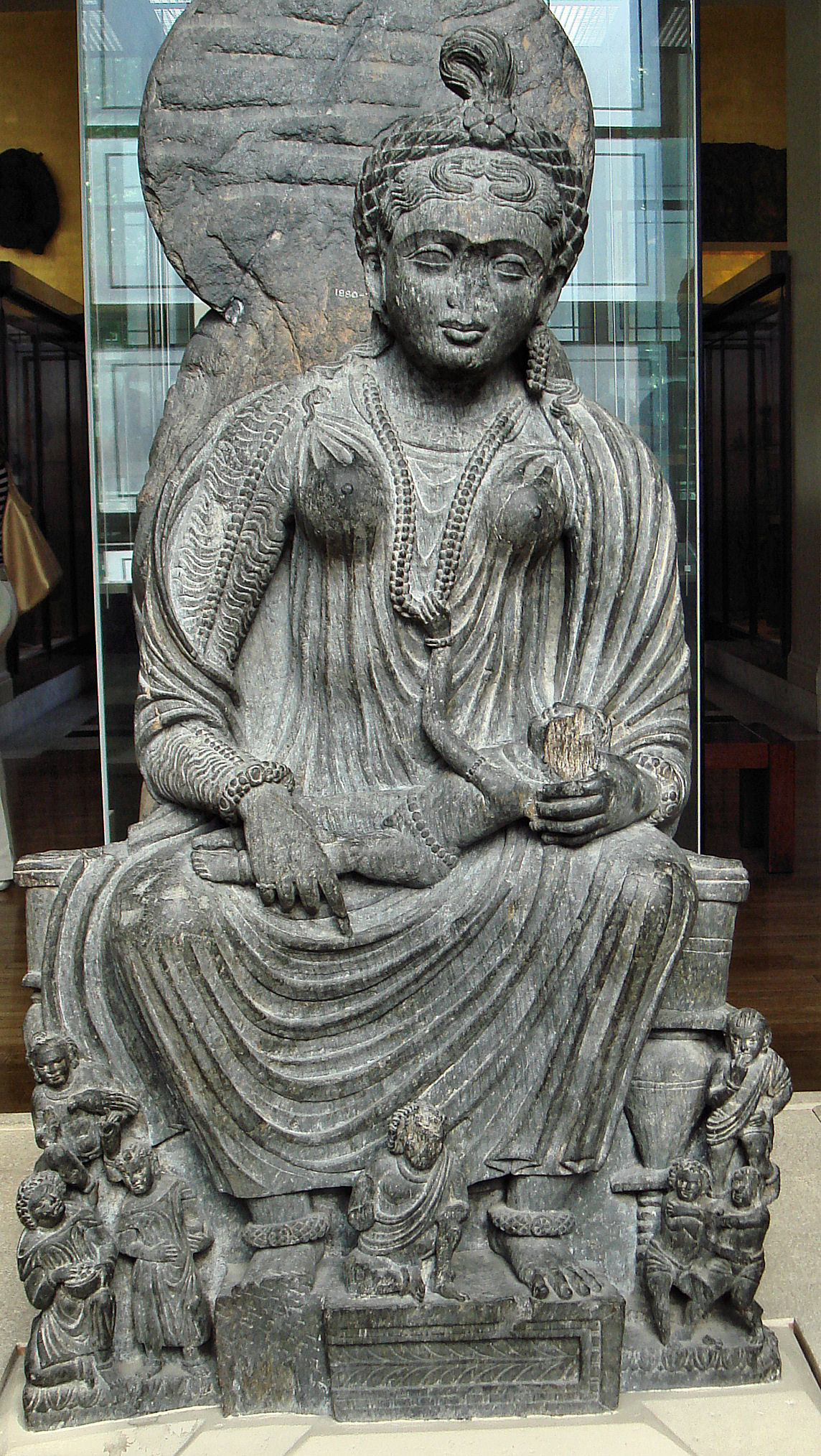
現在藏於大英博物館具有犍陀羅風格的鬼子母像，守護著嬰兒。

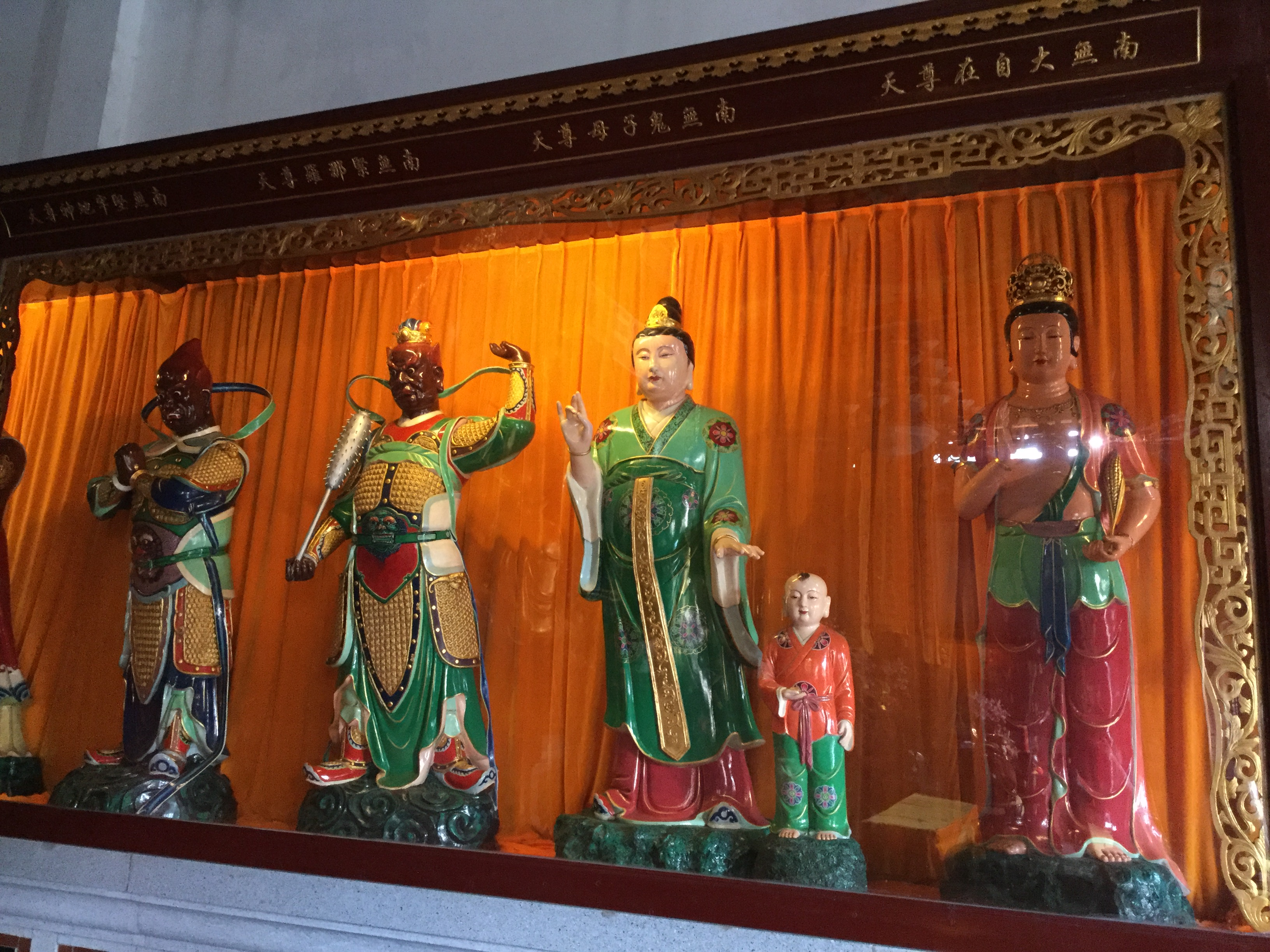
右二为鬼子母，位于天坛花园九天禅院。

鬼子母神（Hārītī），又稱鬼子母、訶利帝母、訶利帝喃、鬼子聖母、訶利帝、迦梨底、柯梨帝、訶梨帝母，佛經中的人物。原先她只是一個神通很大的夜叉或鬼道神靈，後來成為重要的佛教護法，是二十四天之一。「鬼子母」之名使人望名生畏，有的大德翻譯為和藹可親的「歡喜母」。
一說其夫婿為半支迦大王，亦是二十四天之一，也是毘沙門天帳下八大神將之一。

## 起源
傳說中釋迦牟尼佛的時代，夜叉鬼子母為了養活五百個子女（亦有一萬個子女之說），便在人間為患，專殺害人間的嬰孩，作為食物。於是，釋迦牟尼佛施展神力，把它的鬼子女全部以神通帶走了（另有說法是只帶走了她最寵愛的小兒子），藏在佛陀的食缽（一说为袈裟）中。
鬼子母發現孩子不見了，便以神通上天下地的找，都無法找到自己孩子的蹤影，最後只好來向佛求救。佛陀向她說：「你的孩子被我以神通藏在缽中！現在你也感到了天下母親對孩子的關切。你天天殺害人間的嬰孩，難道你不知道受害小孩的母親之痛苦嗎？如果你發誓永不再殺害人間的小孩，我便把你孩子放出來！」
鬼子母答：「我是以殺害嬰孩為食的。如果我不殺害他們，我的孩子喫甚麼活命呢？」佛陀回答：「好！只要你立誓永不加害嬰孩，我的僧眾便從此每天施食予你們！」這位受到佛陀慈悲教化的鬼子母，後來被稱為「鬼子母神」，也是佛教的重要護法之一。
「鬼子母神」的前世，是一位與王舍城大眾五百人一起參加宴會的孕婦，因跳舞而流產，但五百人竟然棄之不顧（一說是五百人鄙夷孕婦），於是她立誓「喫掉全王舍城的小孩」，以作為報復。

## 職能
據說「鬼子母神」相當靈驗，不但護持佛法，也成為婦女、兒童的保護神，一如閩南人信仰的七娘媽女神。甚至有說法：「其有疾病無兒息者。饗食薦之咸皆遂願」。在漢地，「鬼子母神」一如道教中註生娘娘般的功效。在漢傳佛教中，鬼子母之夫・散脂大將也被奉為二十諸天與二十四諸天之一的護法神，而祂的神像通常被摆在寺庙的大雄寶殿之中。
由於「鬼子母神」在《妙法蓮華經》中誓言，保護《妙法蓮華經》的奉行者，故日本佛教，天台宗、日蓮宗等奉行《妙法蓮華經》的法華宗派，常會在寺廟裏塑造「鬼子母神」像而祭祀之。

## 鬼子母心真言
唵。弩弩。麻利。迦呬諦。娑嚩賀。

## 註解
1. ↑  《大藥叉女歡喜母并愛子成就法.訶哩底母經》